# Anarquía de la producción
En la teoría marxista, la anarquía de la producción es un rasgo característico de toda producción mercantil basada en la propiedad privada, que es el principal modo de producción en la economía capitalista de mercado. Como resultado de la propiedad privada de los medios de producción, cada propietario decide qué y cuánto produce. Como resultado, "los productores pierden el mando sobre sus propias relaciones sociales" y el control de la producción está sujeto a la arbitrariedad del mercado y surgen problemas económicos. El resultado es la subutilización y el despilfarro de capital, el desperdicio de mano de obra y la destrucción de productos, así como el desempleo y las crisis económicas. 

"La desvalorización continua del trabajo no es más que un aspecto, una de las consecuencias de la evaluación de las mercancías por el tiempo de trabajo. Este mismo modo de evaluación explica el alza excesiva de precios, la superproducción y otros muchos fenómenos de la anarquía industrial [...] En la sociedad actual, en la industria basada sobre los cambios individuales, la anarquía de la producción, fuente de tanta miseria, es al propio tiempo la fuente de todo progreso".
Karl Marx (1846) Miseria de la filosofía. Capítulo 1, § II. Valor constituido o valor sintético.

Ernest Mandel formula que la "apropiación privada del plusproducto social" determina "el carácter anárquico de la producción capitalista". Los resultados de la "anarquía" no planificada del sistema de mercado capitalista se pueden ver en la crisis de sobreproducción y subconsumo. Un ejemplo de ello, según el Partido Socialista de Gran Bretaña, fue la crisis financiera de 2008.
El término se utiliza a menudo como una crítica a las economías de mercado, enfatizando su naturaleza caótica y volátil en contraste con la naturaleza estable de las economías planificadas, como proponen los marxistas. Los intentos de combatir la anarquía a través de una mejor organización, como los cárteles o el capitalismo monopolista, también están condenados al fracaso porque refuerzan la anarquía de la producción. Como consecuencia, los marxistas exigen una economía administrada centralmente.